# آدم بيج (لاعب كرة قدم)
آدم بيج (بالإنجليزية: Adam Page) هو لاعب كرة قدم بريطاني في مركز الوسط، ولد في 30 مايو 1997 في ورسستر في المملكة المتحدة. لعب مع نادي تشيلتنهام تاون لكرة القدم.